# Cyrille III de Constantinople
Cyrille III de Constantinople (en grec : Κύριλλος Γ΄) est un patriarche de Constantinople. Il occupe cette fonction à deux reprises, en juin 1652 et en mars 1654 en substitution de Joannice II de Constantinople.

## Biographie
Surnommé « Spanum », Cyrille occupe le siège patriarcal pendant 8 jours à la mi-juin 1652 avant de céder la place à Athanase III.
Il devient une seconde fois patriarche début mars 1654 mais son second pontificat ne dure que 14 jours avant qu’il soit remplacé par Païsios Ier.